# Любжа (Опольське воєводство)
Любжа (пол. Lubrza, нім. Leuber) — село в Польщі, у гміні Любжа Прудницького повіту Опольського воєводства.
Населення — 985 осіб (2011).
У 1975-1998 роках село належало до Опольського воєводства.

## Демографія
Демографічна структура станом на 31 березня 2011 року:
|          | Загалом | Допрацездатний вік | Працездатний вік | Постпрацездатний вік |
| -------- | ------- | ------------------ | ---------------- | -------------------- |
| Чоловіки | 485     | 90                 | 351              | 44                   |
| Жінки    | 500     | 89                 | 312              | 99                   |
| Разом    | 985     | 179                | 663              | 143                  |